# Sinularia schumacheri
Sinularia schumacheri is een zachte koraalsoort uit de familie Alcyoniidae. De koraalsoort komt uit het geslacht Sinularia. Sinularia schumacheri werd in 1983 voor het eerst wetenschappelijk beschreven door Verseveldt & Benayahu. 